# Mother Superior

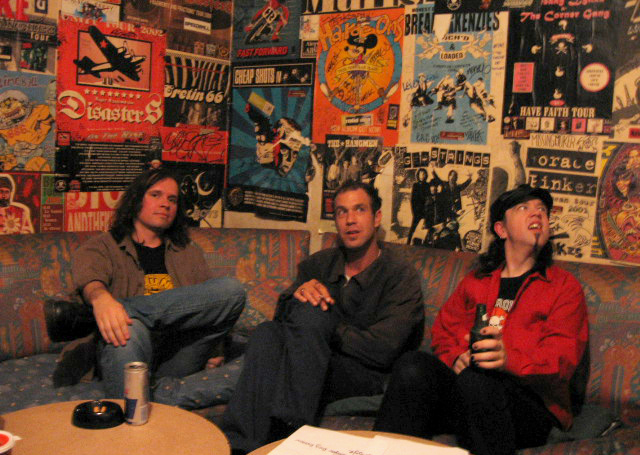
Mother Superior.

Mother Superior son un Power trío estadounidense, que practican un Rock estadounidense con influencias variadas, desde Grand Funk Railroad a Thin Lizzy, Kiss o The Beatles; actualmente su formación está integrada por Jim Wilson (voz/guitarra), Marcus Blake (bajista) y Matt Tecu (batería). 

## Historia
Durante su historia, la formación ha oficiado como banda de acompañamiento para Henry Rollins, como la Rollins Band, y cuentan en su haber con álbumes con gran éxito de crítica como "Sin" o "13 Violets".
Han sido producidos por Wayne Kramer, guitarrista de MC5, Tony Visconti (productor de David Bowie, T.Rex, etc.) o Daniel Lanois, con el que tocan a menudo. También han hecho sesiones de estudio con Iggy Pop, Alice Cooper o George Clinton.
Jim Wilson es guitarrista en las giras actuales del excéntrico grupo angelino Sparks, conocidos en los setenta por hacer una música inclasificable y, a veces, cercana a Queen, aparte de influencia de Faith No More o Franz Ferdinand. En estos recientes conciertos de los hermanos Mael también les acompaña Steve McDonald, de Redd Kross, al bajo.
Mother Superior suelen ser la banda de acompañamiento del proyecto de la hija de Meat Loaf, Pearl Aday. El proyecto-grupo se llamó Mother Pearl, unión de su nombre y el de la banda de Wilson y cía. En la gira de Mother Pearl han tocado con Scott Ian, guitarrista de Anthrax y actual pareja de Pearl. Meat Loaf ha comenzado alguno de sus conciertos con una versión de Mother Superior.
En los últimos años se les ha podido ver a menudo en España, desde su primera aparición en el Azkena Rock Festival, y la prensa musical de este país, concretamente Ruta66 y Popular 1 que les llegó a dar una portada, los han aclamado sin discusión, considerándoles la mejor banda de Rock en directo del nuevo milenio junto a Marah.